# Tarphiomimus tuberculatus
Tarphiomimus tuberculatus is een keversoort uit de familie somberkevers (Zopheridae). De wetenschappelijke naam van de soort werd in 1912 gepubliceerd door Thomas Broun.